# Johannes Tonckens (1905-1937)
Johannes Tonckens (Westervelde, 9 januari 1905 - Langelo, 5 augustus 1937) was een Nederlandse burgemeester.

## Leven en werk
Tonckens was een zoon van de burgemeester van Norg Egbertus Roelinus Tonckens en Roelina Deodatus. Hij werd geboren in het Huis te Westervelde. Tonckens was burgemeester van Zweeloo (1932-1935). Vervolgens werd hij evenals zijn vader, oom, grootvader en overgrootvader burgemeester van Norg. Hij volgde in 1935 zijn vader op als burgemeester. Deze functie bekleedde hij slechts korte tijd tot zijn overlijden in 1937. Hij overleed in dat jaar op 32-jarige leeftijd na een langdurige ziekte.
Tonckens huwde op 1 november 1932 met Johanna Hendrika Harders, uit dit huwelijk werden twee kinderen geboren.